# Gare d'Asagiri
La gare d'Asagiri (朝霧駅, Asagiri-eki) est une gare ferroviaire localisée dans la ville d'Akashi, dans la Préfecture de Hyōgo au Japon. La gare est exploitée par la compagnie JR West, sur la ligne Sanyō (Ligne JR Kobe). Le numéro de gare est JR-A72.

## Situation ferroviaire
Établie à 6 mètres d'altitude, la gare d'Asagiri est située au point kilométrique (PK) 17.0 de la ligne Sanyō.

## Histoire
La gare fut ouverte le 1er juin 1968. Le 17 janvier 1995, la gare est fermée à cause du séisme de 1995 à Kobe. En 2003, la carte ICOCA devient utilisable en gare.
En 2014, la fréquentation journalière de la gare était de  50 895 personnes
| 2010   | 2011   | 2012   | 2013   | 2014   |
| 16 998 | 16 803 | 16 994 | 17 255 | 16 821 |

## Service des voyageurs

### Accueil
La gare dispose d'un guichet, ouvert tous les jours de 8 h à 20 h, de billetterie automatique verte pour l'achat de titres de transport pour shinkansen et train express. la carte ICOCA est également possible pour l’accès aux portillon  d’accès aux quais.
La gare possède également un coin pour les consignes automatique.

### Desserte
La gare d'Asagiri est une gare disposant d'un quai et de deux voies. La desserte est effectuée par des trains rapides ou locaux.
| N° de voie | Ligne     | Direction                    |
| ---------- | --------- | ---------------------------- |
| 1          | A JR Kobe | Sanomiya - Amagasaki - Osaka |
| 2          | A JR Kobe | Nishi-Akashi - Himeji        |

Installations et desserte
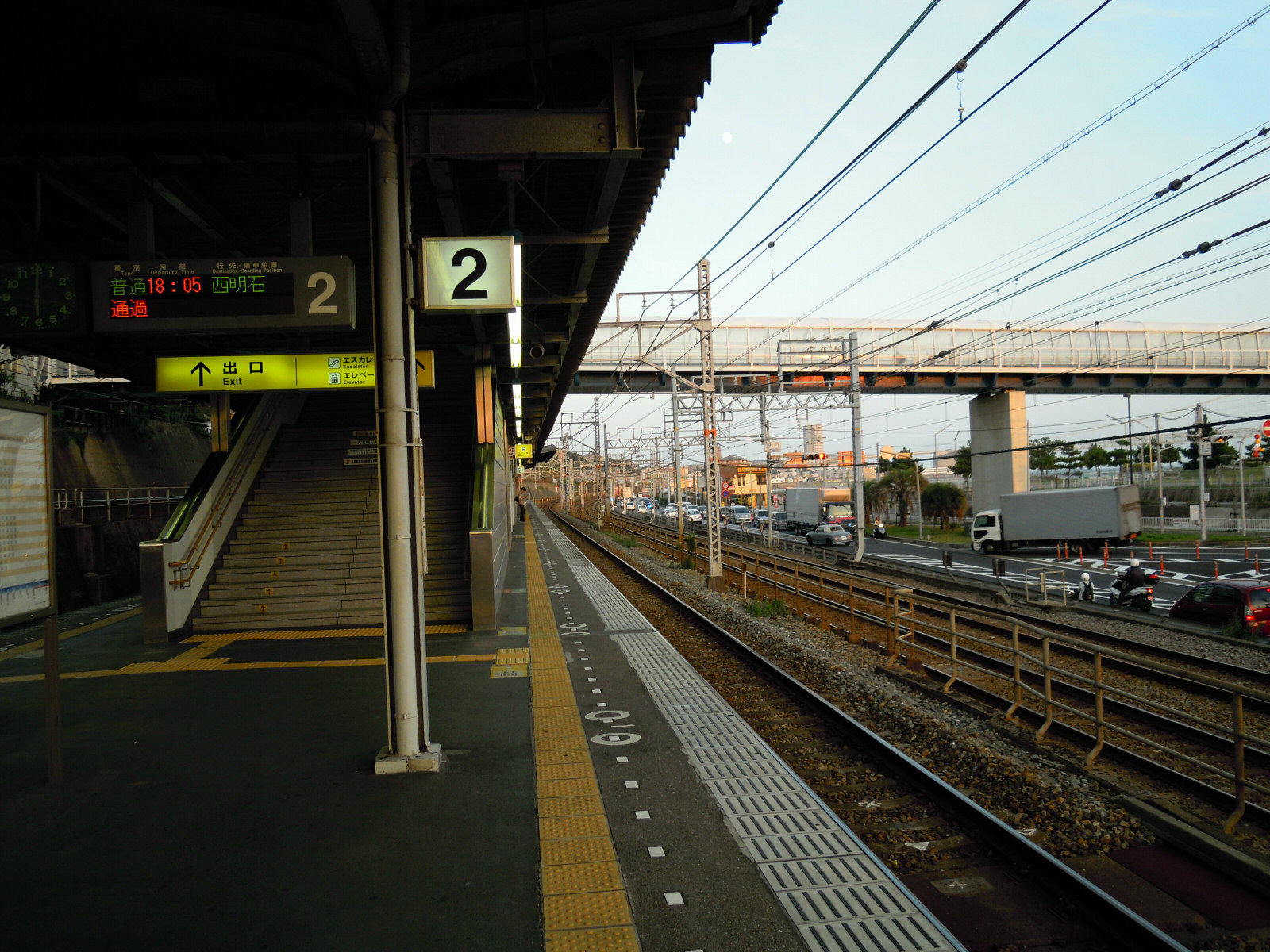
Quai et voies de service.
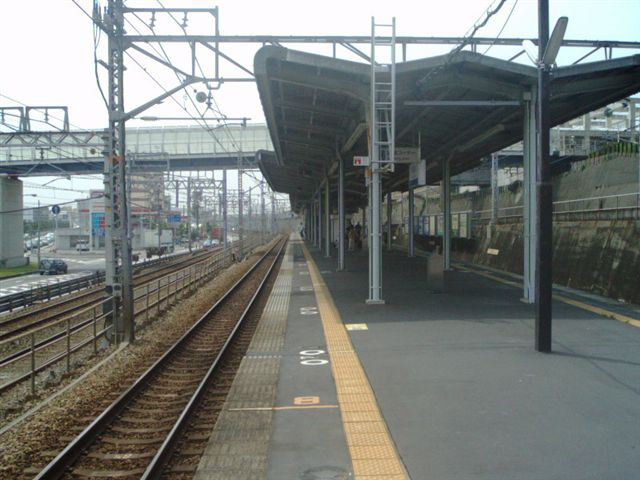
Quai et voies de service.

### Intermodalité
Des arrêts de bus des compagnies Shinki Bus, Sanyo Bus et des bus de la ville de Kobe sont également disponibles près de la gare.